# Edmund Dampc
Edmund Dampc – polski pięściarz reprezentujący barwy Legii Warszawa. W 1959 został brązowym medalistą mistrzostw polski w kategorii średniej. W 1962 w Rzeszowie przegrał w półfinale ze swoim bratem Henrykiem w kategorii w 75 kilogramów.